# U/19-EM i håndbold 2011 (kvinder)
U/19-EM i håndbold 2011 for kvinder var det fjerde U/19-EM i håndbold for kvinder, og mesterskabet blev arrangeret af European Handball Federation. Slutrunden med deltagelse af 16 hold blev afviklet byerne Almelo, Arnhem, Leek, Maastricht og Rotterdam i Holland i perioden 4. – 14. august 2011.
Mesterskabet blev vundet af Danmark, som i finalen besejrede værtslandet Holland med 29-27. Bronzemedaljerne gik til Østrig, som i bronzekampen vandt med 34-28 over Serbien.
Det var anden gang, at det danske U/19-kvindelandshold vandt U/19-EM – første gang var 2007. Danmark havde endvidere tidligere vundet junior-EM en gang, inden det mesterskab blev erstattet af U/19-EM. Det var til gengæld første gang, at Holland og Østrig vandt medaljer ved mesterskabet, og dermed var de to holds resultater de bedste ved mesterskabet indtil da.

## Slutrunde

### Værtsland og -byer
| Almelo Arnhem Leek Maastricht RotterdamSpillesteder ved U.19-EM 2011 | Holland var vært for U/19-EM i håndbold for kvinder for første gang. Kampene afvikledes i fem byer: \| By \| Arena \| Tilsk.pladser \| \| ---------- \| ------------------------- \| ------------- \| \| Almelo \| IISPA-Almelo \| 1.000 \| \| Arnhem \| Sportcentrum Valkenhuizen \| 1.850 \| \| Leek \| Sportcentrum Leek \| 1.300 \| \| Maastricht \| MECC \| 1.500 \| \| Rotterdam \| Topsportcentrum Rotterdam \| 2.000 \| |               |
| By                                                                   | Arena | Tilsk.pladser |
| Almelo                                                               | IISPA-Almelo | 1.000         |
| Arnhem                                                               | Sportcentrum Valkenhuizen | 1.850         |
| Leek                                                                 | Sportcentrum Leek | 1.300         |
| Maastricht                                                           | MECC | 1.500         |
| Rotterdam                                                            | Topsportcentrum Rotterdam | 2.000         |

### Hold
Værtslandet Holland var direkte kvalificeret til slutrunden sammen med de fire bedste hold fra U/17-EM 2009: Danmark, Rusland, Norge og Frankrig. Slutrundens øvrige 11 hold blev fundet ved en kvalifikationsturnering, der blev spillet i perioden 21. – 24. april 2011.
| Hold      | Slutrunde nr. | Hidtil bedste placering | Kvalificeret som...     |
| --------- | ------------- | ----------------------- | ----------------------- |
| Holland   |               |                         | Værtsland               |
| Danmark   |               |                         | Vinder af U/17-EM 2009  |
| Rusland   |               |                         | Nr. 2 ved U/17-EM 2009  |
| Norge     |               |                         | Nr. 3 ved U/17-EM 2009  |
| Frankrig  |               |                         | Nr. 4 ved U/17-EM 2009  |
| Spanien   |               |                         | Vinder af kval.gruppe 1 |
| Tyskland  |               |                         | Vinder af kval.gruppe 2 |
| Ungarn    |               |                         | Vinder af kval.gruppe 3 |
| Kroatien  |               |                         | Vinder af kval.gruppe 4 |
| Ukraine   |               |                         | Vinder af kval.gruppe 5 |
| Rumænien  |               |                         | Vinder af kval.gruppe 6 |
| Serbien   |               |                         | Toer i kval.gruppe 1    |
| Østrig    |               |                         | Toer i kval.gruppe 2    |
| Sverige   |               |                         | Toer i kval.gruppe 3    |
| Polen     |               |                         | Toer i kval.gruppe 4    |
| Slovenien |               |                         | Toer i kval.gruppe 5    |

Lodtrækningen til gruppeinddelingen af de kvalificerede hold fandt sted den 27. april 2011 i Leek og resulterede i følgende indledende grupper:
| Gruppe A  |
| --------- |
| Rusland   |
| Spanien   |
| Rumænien  |
| Slovenien |

| Gruppe B |
| -------- |
| Norge    |
| Holland  |
| Ukraine  |
| Østrig   |

| Gruppe C |
| -------- |
| Danmark  |
| Ungarn   |
| Kroatien |
| Polen    |

| Gruppe D |
| -------- |
| Frankrig |
| Tyskland |
| Sverige  |
| Serbien  |

### Indledende runde
De 16 hold var inddelt i fire grupper med fire hold i hver. Holdene i hver gruppe spillede alle-mod-alle, og de to bedst placerede hold i hver gruppe gik videre til hovedrunden om placeringerne 1-8, mens nr. 3 og 4 i hver grupper spillede videre i mellemrunden om 9.- til 16.-pladsen.

#### Gruppe A
| Dato | Tid   | Kamp                 | Res.  |
| ---- | ----- | -------------------- | ----- |
| 4.8. | 18:00 | Rusland - Rumænien   | 25–26 |
| 4.8. | 20:00 | Spanien - Slovenien  | 23–17 |
| 5.8. | 18:00 | Slovenien - Rusland  | 22–34 |
| 5.8. | 20:00 | Rumænien - Spanien   | 25–19 |
| 7.8. | 16:00 | Rusland - Spanien    | 20–24 |
| 7.8. | 18:00 | Rumænien - Slovenien | 17–22 |

| Hold      | Kampe | Mål   | Point |
| --------- | ----- | ----- | ----- |
| Rumænien  | 3     | 68-66 | 4     |
| Spanien   | 3     | 66-62 | 4     |
| Rusland   | 3     | 79-72 | 2     |
| Slovenien | 3     | 61-74 | 0     |

#### Gruppe B
| Dato | Tid   | Kamp              | Res.  |
| ---- | ----- | ----------------- | ----- |
| 4.8. | 18:00 | Norge - Ukraine   | 25–13 |
| 4.8. | 20:00 | Holland - Østrig  | 35–27 |
| 5.8. | 18:00 | Østrig - Norge    | 26–21 |
| 5.8. | 20:00 | Ukraine - Holland | 24–34 |
| 7.8. | 16:00 | Ukraine - Østrig  | 24–29 |
| 7.8. | 18:00 | Norge - Holland   | 25–31 |

| Hold    | Kampe | Mål     | Point |
| ------- | ----- | ------- | ----- |
| Holland | 3     | 100-760 | 6     |
| Østrig  | 3     | 82-80   | 4     |
| Norge   | 3     | 71-70   | 2     |
| Ukraine | 3     | 61-88   | 0     |

#### Gruppe C
| Dato | Tid   | Kamp               | Res.  |
| ---- | ----- | ------------------ | ----- |
| 4.8. | 18:00 | Danmark - Kroatien | 33–22 |
| 4.8. | 20:00 | Ungarn - Polen     | 31–27 |
| 5.8. | 18:00 | Polen - Danmark    | 26–28 |
| 5.8. | 20:00 | Kroatien - Ungarn  | 28–28 |
| 7.8. | 16:00 | Danmark - Ungarn   | 31–22 |
| 7.8. | 18:00 | Kroatien - Polen   | 28–20 |

| Hold     | Kampe | Mål   | Point |
| -------- | ----- | ----- | ----- |
| Danmark  | 3     | 92-70 | 6     |
| Kroatien | 3     | 78-81 | 3     |
| Ungarn   | 3     | 81-86 | 3     |
| Polen    | 3     | 73-87 | 0     |

#### Gruppe D
| Dato | Tid   | Kamp                | Res.  |
| ---- | ----- | ------------------- | ----- |
| 4.8. | 18:00 | Frankrig - Sverige  | 26–27 |
| 4.8. | 20:00 | Tyskland - Serbien  | 21–16 |
| 5.8. | 18:00 | Serbien - Frankrig  | 33–31 |
| 5.8. | 20:00 | Sverige - Tyskland  | 27–25 |
| 7.8. | 16:00 | Frankrig - Tyskland | 26–13 |
| 7.8. | 18:00 | Sverige - Serbien   | 26–27 |

| Hold     | Kampe | Mål   | Point |
| -------- | ----- | ----- | ----- |
| Serbien  | 3     | 76-78 | 4     |
| Sverige  | 3     | 80-78 | 4     |
| Frankrig | 3     | 83-73 | 2     |
| Tyskland | 3     | 59-69 | 2     |

### Mellemrunde
Holdene, der sluttede som nr. 3 eller 4 i grupperne i den indledende runde spillede i mellemrunden. De otte hold blev inddelt i to nye grupper med fire hold i hver. Resultater af indbyrdes opgør mellem hold fra samme indledende gruppe blev taget med til mellemrunden.
De to gruppevindere og de to toere gik videre til placeringskampene om 9. – 12.-pladserne, mens treerne og firerne måtte tage til takke med at spille om 13. – 16.-pladserne.

#### Gruppe I1
| Dato  | Tid   | Kamp                | Res.  |
| ----- | ----- | ------------------- | ----- |
| 9.8.  | 18:00 | Slovenien - Ukraine | 23–22 |
| 9.8.  | 20:00 | Rusland - Norge     | 28–22 |
| 10.8. | 18:00 | Ukraine - Rusland   | 21–30 |
| 10.8. | 20:00 | Norge - Slovenien   | 26–21 |

| Hold      | Kampe | Mål   | Point |
| --------- | ----- | ----- | ----- |
| Rusland   | 3     | 92-65 | 6     |
| Norge     | 3     | 73-62 | 4     |
| Slovenien | 3     | 66-82 | 2     |
| Ukraine   | 3     | 56-78 | 0     |

#### Gruppe I2
| Dato  | Tid   | Kamp              | Res.  |
| ----- | ----- | ----------------- | ----- |
| 9.8.  | 18:00 | Polen - Tyskland  | 19–20 |
| 9.8.  | 20:00 | Ungarn - Frankrig | 28–29 |
| 10.8. | 18:00 | Tyskland - Ungarn | 26–20 |
| 10.8. | 20:00 | Frankrig - Polen  | 29–30 |

| Hold     | Kampe | Mål   | Point |
| -------- | ----- | ----- | ----- |
| Frankrig | 3     | 84-71 | 4     |
| Tyskland | 3     | 59-65 | 4     |
| Ungarn   | 3     | 79-82 | 2     |
| Polen    | 3     | 76-80 | 0     |

### Hovedrunde
Holdene, der sluttede som nr. 1 eller 2 i grupperne i den indledende runde spillede i hovedrunden. De otte hold blev inddelt i to nye grupper med fire hold i hver. Resultater af indbyrdes opgør mellem hold fra samme indledende gruppe blev taget med til hovedrunden.
De to gruppevindere og de to toere gik videre til semifinalerne, mens treerne og firerne måtte tage til takke med at spille om 5.- til 8.-pladserne.

#### Gruppe M1
| Dato  | Tid   | Kamp               | Res.  |
| ----- | ----- | ------------------ | ----- |
| 9.8.  | 18:00 | Spanien - Østrig   | 23–27 |
| 9.8.  | 20:00 | Rumænien - Holland | 27–39 |
| 10.8. | 18:00 | Østrig - Rumænien  | 24–22 |
| 10.8. | 20:00 | Holland - Spanien  | 29–26 |

| Hold     | Kampe | Mål     | Point |
| -------- | ----- | ------- | ----- |
| Holland  | 3     | 103-800 | 6     |
| Østrig   | 3     | 78-80   | 4     |
| Rumænien | 3     | 74-82   | 2     |
| Spanien  | 3     | 68-81   | 0     |

#### Gruppe M2
| Dato  | Tid   | Kamp               | Res.  |
| ----- | ----- | ------------------ | ----- |
| 9.8.  | 18:00 | Kroatien - Sverige | 20–30 |
| 9.8.  | 20:00 | Danmark - Serbien  | 31–26 |
| 10.8. | 18:00 | Sverige - Danmark  | 25–26 |
| 10.8. | 20:00 | Serbien - Kroatien | 29–23 |

| Hold     | Kampe | Mål   | Point |
| -------- | ----- | ----- | ----- |
| Danmark  | 3     | 90-73 | 6     |
| Serbien  | 3     | 82-80 | 4     |
| Sverige  | 3     | 81-73 | 2     |
| Kroatien | 3     | 65-92 | 0     |

### Placeringskampe
Placeringskampe om 13.- til 16.-pladsen
| Dato                | Tid         | Kamp                | Res.        |
| Semifinaler         | Semifinaler | Semifinaler         | Semifinaler |
| ------------------- | ----------- | ------------------- | ----------- |
| 12.8.               | 12:30       | Slovenien - Polen   | 25–26       |
| 12.8.               | 15:00       | Ungarn - Ukraine    | 28–22       |
| Kamp om 15.-pladsen |             |                     |             |
| 13.8.               | 12:30       | Slovenien - Ukraine | 25–20       |
| Kamp om 13.-pladsen |             |                     |             |
| 13.8.               | 15:00       | Polen - Ungarn      | 27–23       |

| Samlet rangering | Samlet rangering |
| ---------------- | ---------------- |
| 13.              | Polen            |
| 14.              | Ungarn           |
| 15.              | Slovenien        |
| 16.              | Ukraine          |

Placeringskampe om 9.- til 12.-pladsen
| Dato                | Tid         | Kamp               | Res.        |
| Semifinaler         | Semifinaler | Semifinaler        | Semifinaler |
| ------------------- | ----------- | ------------------ | ----------- |
| 12.8.               | 17:30       | Rusland - Tyskland | 38–26       |
| 12.8.               | 20:00       | Frankrig - Norge   | 20–19       |
| Kamp om 11.-pladsen |             |                    |             |
| 13.8.               | 17:30       | Tyskland - Norge   | 32–20       |
| Kamp om 9.-pladsen  |             |                    |             |
| 13.8.               | 20:00       | Rusland - Frankrig | 29–23       |

| Samlet rangering | Samlet rangering |
| ---------------- | ---------------- |
| 9.               | Rusland          |
| 10.              | Frankrig         |
| 11.              | Tyskland         |
| 12.              | Norge            |

Placeringskampe om 5.- til 8.-pladsen
| Dato               | Tid         | Kamp                | Res.        |
| Semifinaler        | Semifinaler | Semifinaler         | Semifinaler |
| ------------------ | ----------- | ------------------- | ----------- |
| 12.8.              | 12:30       | Rumænien - Kroatien | 30–29       |
| 12.8.              | 15:00       | Sverige - Spanien   | 32–25       |
| Kamp om 7.-pladsen |             |                     |             |
| 13.8.              | 15:00       | Kroatien - Spanien  | 28–26       |
| Kamp om 5.-pladsen |             |                     |             |
| 13.8.              | 17:30       | Rumænien - Sverige  | 20–30       |

| Samlet rangering | Samlet rangering |
| ---------------- | ---------------- |
| 5.               | Sverige          |
| 6.               | Rumænien         |
| 7.               | Kroatien         |
| 8.               | Spanien          |

### Finalekampe
| Dato        | Tid         | Kamp              | Res.        |
| Semifinaler | Semifinaler | Semifinaler       | Semifinaler |
| ----------- | ----------- | ----------------- | ----------- |
| 12.8.       | 17:30       | Danmark - Østrig  | 29–17       |
| 12.8.       | 20:00       | Holland - Serbien | 42–33       |
| Bronzekamp  |             |                   |             |
| 14.8.       | 15:00       | Serbien - Østrig  | 28–34       |
| Finale      |             |                   |             |
| 14.8.       | 17:30       | Holland - Danmark | 27–29       |

| Samlet rangering | Samlet rangering |
| ---------------- | ---------------- |
| 1.               | Danmark          |
| 2.               | Holland          |
| 3.               | Østrig           |
| 4.               | Serbien          |

### Medaljevindere
| Guld | Sølv | Bronze |
| --- | --- | --- |
| Danmark | Holland | Østrig |
| Cecilie Greve Mia Biltoft Anne Mette Pedersen Kathrine Heindahl Simone Kristiansen Anne Sofie Hjort Louise Kristensen Natasja Clausen Sofie Strangholt Fie Woller Camilla Madsen Louise Burgaard Anne-Sofie Ernstrøm Mathilde Kristensen Mathilde Bjerregaard Julie Aagaard | Loren voor't Hekke Larissa van Dorst Tess Wester Celine Michielsen Lois Abbingh Melissa Wilmsen Lotte Prak Sabrina van der Mast Tamara van der Pijl Angela Malestein Sanne Hoekstra Myrthe Schoenaker Becky van Nijf Lynn Knippenborg Anouk van de Wiel Estavana Polman | Verena Flöck Stefanie Kaiser Jasmine Ramsebner Sonja Frey Christina Belik Antonia-Therese Kietaibl Martina Goricanec Karla Ivancok Alvera Lamprecht Julia Mauler Katharina Zahrada Valentina Meleschnig Katharina Kogler Viktoria Mauler |

### Udnævnelser
| Kategori                | Spiller              |
| ----------------------- | -------------------- |
| Mest værdifulde spiller | Sonja Frey           |
| Bedste forsvarsspiller  | Mathilde Bjerregaard |
| Topscorer               | Lois Abbingh         |

#### All star-hold
| Position     | Spiller          |
| ------------ | ---------------- |
| Målmand      | Jovana Risovic   |
| Venstre fløj | Fie Woller       |
| Venstre back | Maria Adler      |
| Playmaker    | Estavana Polman  |
| Højre back   | Louise Burgaard  |
| Højre fløj   | Angela Malestein |
| Stregspiller | Katarina Jezic   |

### Topscorere
| Antal  | Spiller      |
| ------ | ------------ |
| 65 mål | Lois Abbingh |
| ? mål  | [[]]         |
| ? mål  | [[]]         |
| ? mål  | [[]]         |
| ? mål  | [[]]         |
| ? mål  | [[]]         |
| ? mål  | [[]]         |
| ? mål  | [[]]         |
| ? mål  | [[]]         |
| ? mål  | [[]]         |

## Kvalifikation
Værtslandet Holland var direkte kvalificeret til slutrunden sammen med de fire bedste hold fra U/17-EM 2009: Danmark, Rusland, Norge og Frankrig. Det efterlod 11 ledige pladser at spille om, og de 11 hold blev fundet ved en kvalifikationsturnering, der blev spillet i perioden 21. – 24. april 2011. Holdene blev inddelt i seks grupper med fire hold, der hver spillede en enkeltturnering, hvorfra de seks vindere og de fem toere i grupperne 1-5 kvalificerede sig til slutrunden.

### Gruppe 1
Kampene blev spillet i Požega, Serbien.
| Dato  | Kamp              | Res.  |
| ----- | ----------------- | ----- |
| 22.4. | Spanien - Finland | 37-16 |
| 22.4. | Serbien - Island  | 27-23 |
| 23.4. | Island - Spanien  | 23-36 |
| 23.4. | Finland - Serbien | 24-27 |
| 24.4. | Finland - Island  | 34-37 |
| 24.4. | Spanien - Serbien | 20-20 |

| Hold    | Dato | Kamp    | Res. |
| ------- | ---- | ------- | ---- |
| Spanien | 3    | 93-59   | 5    |
| Serbien | 3    | 74-67   | 5    |
| Island  | 3    | 83-97   | 2    |
| Finland | 3    | 074-101 | 0    |

### Gruppe 2
Kampene blev spillet i Altdorf, Horw og Zug i Schweiz.
| Dato  | Kamp                 | Res.  |
| ----- | -------------------- | ----- |
| 22.4. | Tyskland - Østrig    | 32-28 |
| 22.4. | Slovakiet - Schweiz  | 30-23 |
| 23.4. | Østrig - Slovakiet   | 27-18 |
| 23.4. | Schweiz - Tyskland   | 19-34 |
| 24.4. | Slovakiet - Tyskland | 15-35 |
| 24.4. | Schweiz - Østrig     | 22-30 |

| Hold      | Dato | Kamp    | Res. |
| --------- | ---- | ------- | ---- |
| Tyskland  | 3    | 101-620 | 6    |
| Østrig    | 3    | 85-72   | 4    |
| Slovakiet | 3    | 63-85   | 2    |
| Schweiz   | 3    | 64-94   | 0    |

### Gruppe 3
Kampene blev spillet i Kalocsa, Ungarn.
| Dato  | Kamp                 | Res.  |
| ----- | -------------------- | ----- |
| 21.4. | Sverige - Montenegro | 35-21 |
| 21.4. | Ungarn - Estland     | 51-19 |
| 22.4. | Estland - Sverige    | 18-47 |
| 22.4. | Montenegro - Ungarn  | 21-40 |
| 23.4. | Estland - Montenegro | 26-29 |
| 23.4. | Ungarn - Sverige     | 32-29 |

| Hold       | Dato | Kamp    | Res. |
| ---------- | ---- | ------- | ---- |
| Ungarn     | 3    | 123-069 | 6    |
| Sverige    | 3    | 111-071 | 4    |
| Montenegro | 3    | 071-101 | 2    |
| Estland    | 3    | 063-127 | 0    |

### Gruppe 4
Kampene blev spillet i Dzierżoniów, Polen.
| Dato  | Kamp                  | Res.  |
| ----- | --------------------- | ----- |
| 21.4. | Israel - Grækenland   | 22-29 |
| 21.4. | Kroatien - Polen      | 32-22 |
| 22.4. | Grækenland - Kroatien | 26-38 |
| 22.4. | Polen - Israel        | 42-12 |
| 23.4. | Kroatien - Israel     | 38-17 |
| 23.4. | Polen - Grækenland    | 39-22 |

| Hold       | Dato | Kamp    | Res. |
| ---------- | ---- | ------- | ---- |
| Kroatien   | 3    | 108-650 | 6    |
| Polen      | 3    | 103-660 | 4    |
| Grækenland | 3    | 77-99   | 2    |
| Israel     | 3    | 051-109 | 0    |

### Gruppe 5
Kampene blev spillet i Kherson, Ukraine.
| Dato  | Kamp                 | Res.  |
| ----- | -------------------- | ----- |
| 22.4. | Tjekkiet - Slovenien | 31-31 |
| 22.4. | Ukraine - Italien    | 28-21 |
| 23.4. | Italien - Tjekkiet   | 30-20 |
| 23.4. | Slovenien - Ukraine  | 22-26 |
| 24.4. | Slovenien - Italien  | 31-27 |
| 24.4. | Tjekkiet - Ukraine   | 23-26 |

| Hold      | Dato | Kamp  | Res. |
| --------- | ---- | ----- | ---- |
| Ukraine   | 3    | 80-66 | 6    |
| Slovenien | 3    | 84-84 | 3    |
| Italien   | 3    | 78-79 | 2    |
| Tjekkiet  | 3    | 74-87 | 0    |

### Gruppe 6
Kampene blev spillet i Leira, Portugal.
| Dato  | Kamp                 | Res.  |
| ----- | -------------------- | ----- |
| 22.4. | Rumænien - Tyrkiet   | 24-23 |
| 22.4. | Portugal - Bulgarien | 33-16 |
| 23.4. | Bulgarien - Rumænien | 18-29 |
| 23.4. | Tyrkiet - Portugal   | 26-32 |
| 24.4. | Tyrkiet - Bulgarien  | 43-23 |
| 24.4. | Rumænien - Portugal  | 32-22 |

| Hold      | Dato | Kamp    | Res. |
| --------- | ---- | ------- | ---- |
| Rumænien  | 3    | 85-63   | 6    |
| Portugal  | 3    | 87-74   | 4    |
| Tyrkiet   | 3    | 92-79   | 2    |
| Bulgarien | 3    | 057-105 | 0    |